# The Reluctant Dragon
The Reluctant Dragon (br O Dragão Relutante) é um filme com uma mistura de live-action e animação tradicional, produzido pela Walt Disney, dirigido por Alfred Werker, e Distribuido pela RKO Radio Pictures em 20 de junho de 1941. O filme é estrelado pelo comediante de rádio Robert Benchley e muitos funcionários da Disney, como Ward Kimball, Fred Moore, Norm Ferguson, Clarence Nash e Walt Disney.
O primeiro terço do filme é em preto-e-branco, os dois terços restantes estão em Technicolor. A maior parte do filme é live-action, com quatro curtas de animação. A duração total de todas as partes é de 40 minutos de animação.